# Височани
Височани (пол. Wysoczany) — лемківське село в Польщі, у гміні Команча Сяноцького повіту Підкарпатського воєводства.
Населення — 135 осіб (2011).

## Розташування
Розташоване в південно-східній частині Польщі, у східній частині Низьких Бескидів на берегах річки Ослава — лівої притоки Сяну. Знаходиться за 4 км (доїзд повітовою дорогою № 2229R) від воєводської дороги № 889, що проходить з Синяви через Буківсько до Щавного. Через село проходить залізниця № 107 з Нового Загір'я до Лупкова і Словаччини і є перестанок Височани.

## Історія
Село закріпачене в 1539 р. Миколою Гербуртом, з 1635 р. — на волоському праві. До 1772 р. належало до Сяноцької землі Руського воєводства. З 1772 р. належало до ліського циркулу Королівства Галичини та Володимирії, потім — до сяноцького.
В 1810 р. збудовано дерев'яну церкву Преп. Мат. Параскеви, ремонтовану в 1910 р. і зруйновану восени 1944 р. Була дочірньою греко-католицькою церквою парохії Полонна Буківського деканату, до якої належали також Кожушне і Кам'яне. Метричні книги велися з 1784 р.
В 1880 р. було 81 будинків і 557 жителів (переважно українців-грекокатоликів).
Від листопада 1918 р. до січня 1919 р. входило до Команчанської республіки.
У міжвоєнний період відкрили читальню Просвіти. До Височан приєднали село Кожушне.
В 1939 р. в селі було переважно лемківське населення: з 690 жителів села — 670 українців, 10 поляків і 10 євреїв.
Після Другої світової війни частину лемків вивезли в СРСР, решту під час операції «Вісла» депортували на понімецькі землі, на їх місце заселили поляків.
У 1975-1998 роках село належало до Кросненського воєводства.

## Сучасність

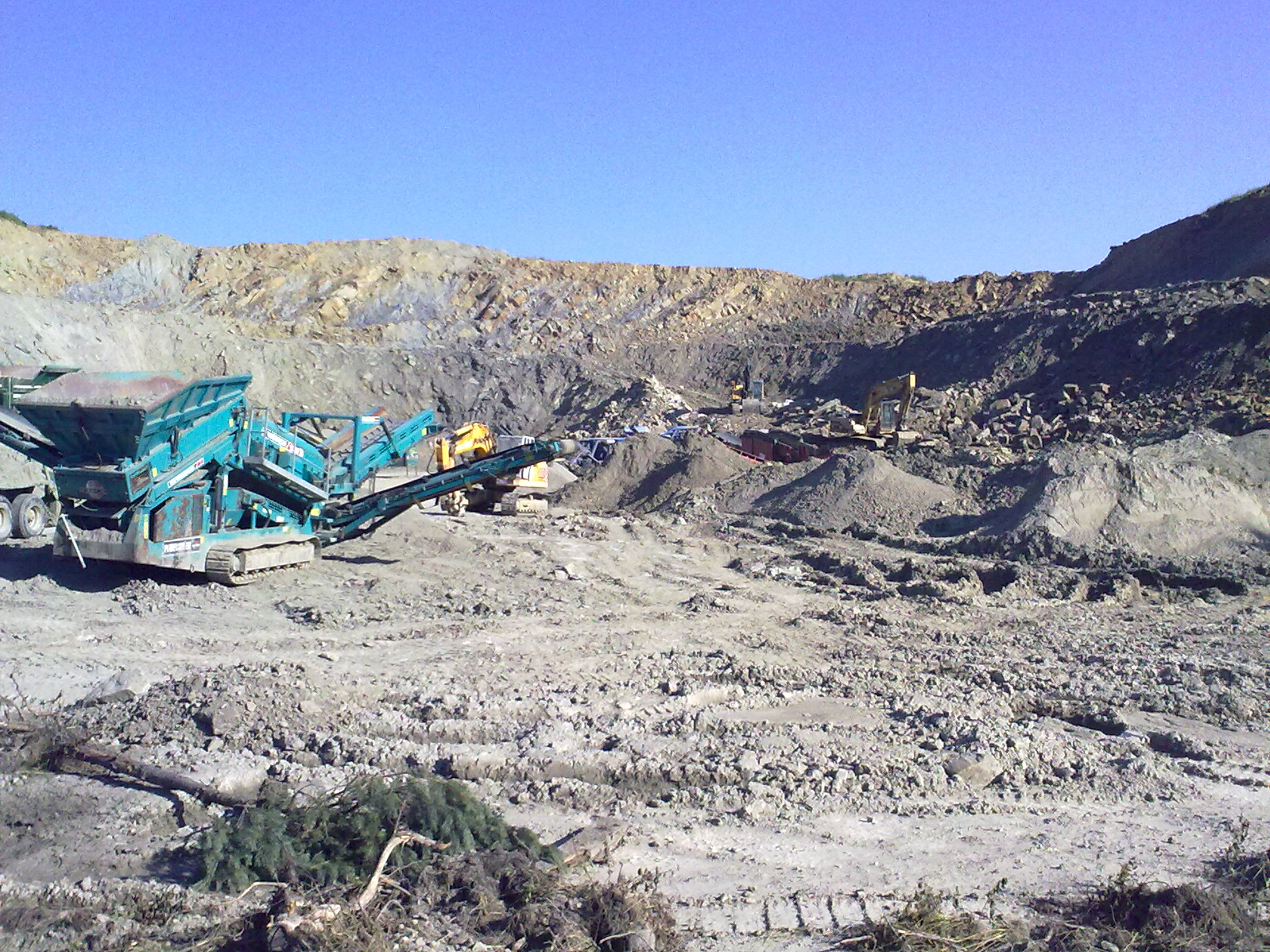
Каменоломня

Наявний з 1950-х років кар'єр з видобутку пісковику.
Зберігся цвинтар від 1512 р. 
В 1994 р. вимурувано греко-католицьку церкву святої Параскеви.

## Демографія
Демографічна структура станом на 31 березня 2011 року:
|          | Загалом | Допрацездатний вік | Працездатний вік | Постпрацездатний вік |
| -------- | ------- | ------------------ | ---------------- | -------------------- |
| Чоловіки | 67      | 16                 | 44               | 7                    |
| Жінки    | 68      | 18                 | 44               | 6                    |
| Разом    | 135     | 34                 | 88               | 13                   |